# Jan Rybkowski

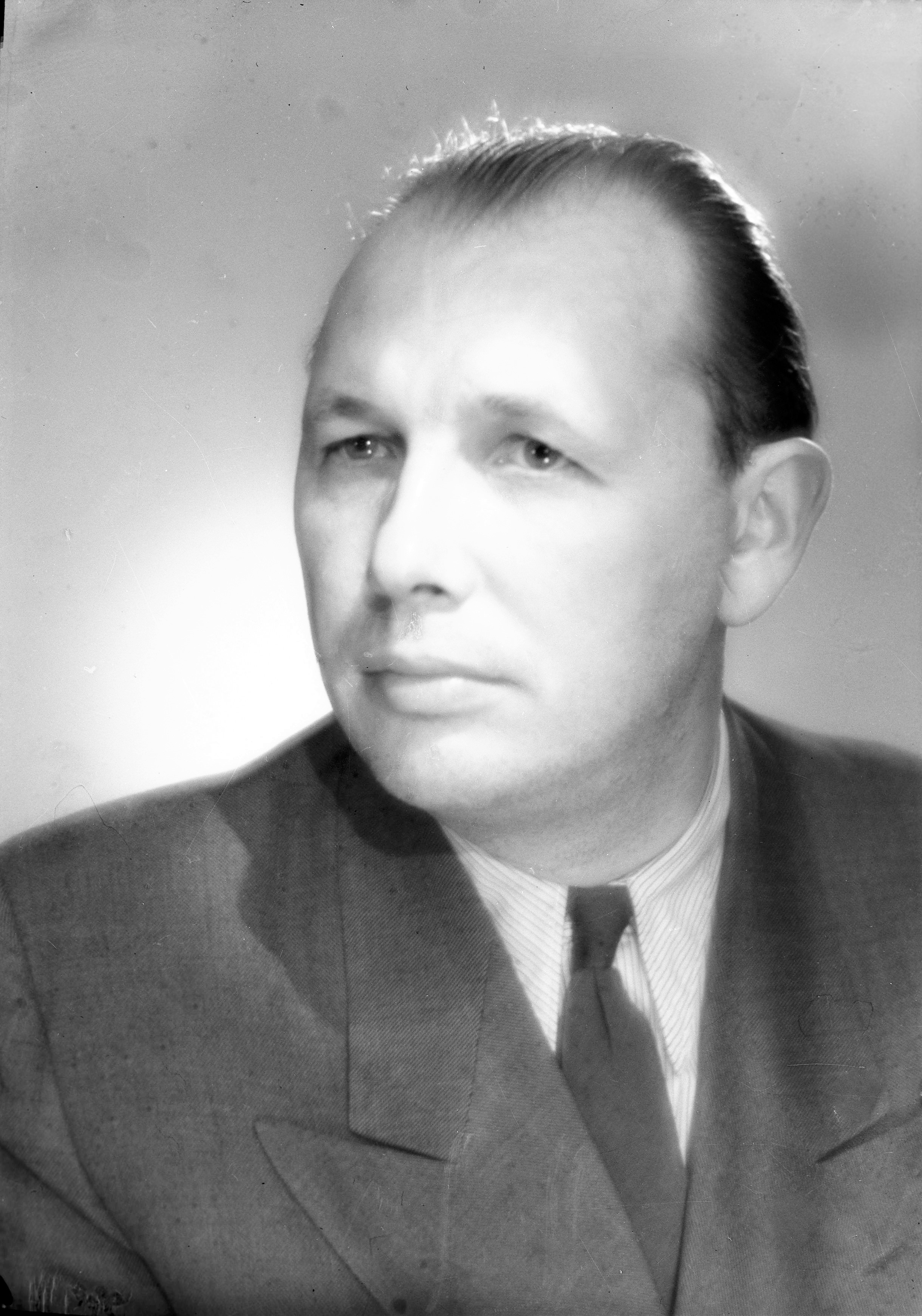
Jan Rybkowski

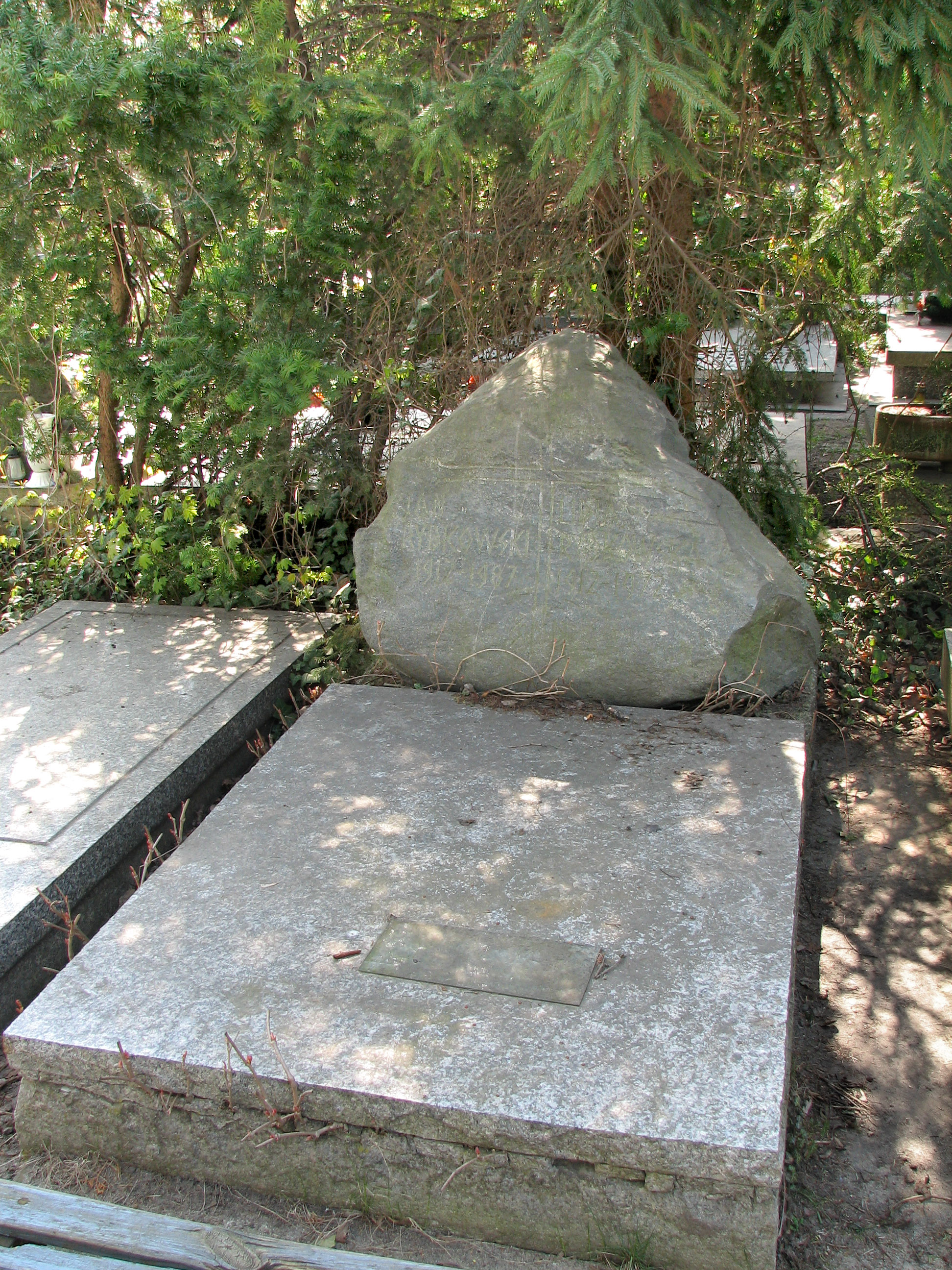
Grab von Jan Rybkowski (Warschau, Powązki-Friedhof)

Jan Izydor Rybkowski (* 4. April 1912 in Bolesławów, Russisches Kaiserreich; † 29. Dezember 1987 in Konstancin-Jeziorna) war ein polnischer Theater- und später Filmregisseur.

## Leben und Wirken
Jan Rybkowski wurde 1912 in der Siedlung Bolesławów geboren, die heute zu Ostrowiec Świętokrzyski gehört. Dort ging er auch zur Schule. Er absolvierte die Kunsthochschule in Poznań, dem ehemaligen Posen, mit Diplom-Abschluss in Innenarchitektur und die Regiefakultät am Warschauer Staatlichen Institut für Theaterkunst. Ab 1935 arbeitete er als Bühnenbildner und Regisseur am Zeitgenössischen Theater in Łódź und anschließend an den Bühnen von Częstochowa, Białystok und Warschau.
Im Zweiten Weltkrieg verschleppten ihn die deutschen Invasoren und so verbrachte er einige Jahre als Kriegsgefangener in Deutschland. Nach dem Ende des Krieges kehrte Rybkowski ans Theater zurück und wurde 1947 enger Mitarbeiter und Regieassistent bei Wanda Jakubowska in deren Spielfilmstudio. Schon vor dem Krieg 1939 hatte er mit ihr am Film An der Memel zusammengearbeitet. 1949 machte sich Rybkowski als Regisseur selbstständig. Seinen Debütfilm Das Haus in der Einöde (Dom na pustkowiu) stellte er 1950 vor, wurde aber von der Zensur verstümmelt. Es folgten zahlreiche Regiearbeiten für Filme in den Jahren 1952 bis 1959.
1960 drehte er den Film Heute nacht stirbt eine Stadt über die Luftangriffe auf Dresden und die völlige Zerstörung der Stadt im Februar 1945, die er als Kriegsgefangener selbst mit erlitten hatte. Rybkowski profitierte bei den Dreharbeiten von der Zusammenarbeit mit der DEFA, deren Technik er nutzen konnte, sowie dem Rückgriff auf die Mitglieder des Dresdner Staatsschauspiels und für die Massenszenen auf Tausende Komparsen aus Dresden. Zu dieser begonnenen neuen Form der Kooperation der Filmstudios beider Länder gehörte, dass im Gegenzug die DEFA mit gleicher polnischer Unterstützung in Gliwice Aufnahmen für den Film Der Fall Gleiwitz drehen konnte.
Schon seit 1955 leitete Rybkowski die Filmgruppe Rytm. Er blieb deren Wortführer bis 1968. Rybkowski war in der PZPR (Polska Zjednoczona Partia Robotnicza, deutsch: Polnische Vereinigte Arbeiterpartei) aktiv. Er und Aleksander Ford wurden 1968 wegen „schädlicher Initiativen und Koproduktionen mit westdeutschen Produzenten“ kritisiert. Dies betraf den Film Als Liebe ein Verbrechen war – Rassenschande (Kiedy miłość była zbrodnią), der 1968 mit westdeutscher Unterstützung gedreht wurde, woraufhin kommunistische Hardliner ihn wegen angeblicher Diffamierung Polens attackierten. Rybkowskis nächstes Werk Himmelfahrt (Wniebowstąpienie), das 1969 zur Aufführung kam, entstand ebenfalls unter erschwerten Bedingungen, sodass er den Film schließlich mit seiner eigenen Produktionsfirma Rytm für das Fernsehen der BRD fertigstellte.
Dass Rybkowski ein hohes internationales Ansehen genoss, zeigte sich, als er 1963 in die Jury für Spielfilme anlässlich des 3. Internationalen Filmfests in Moskau berufen wurde. Außerdem lehrte er von 1974 bis 1977 an der Regiefakultät der Staatlichen Hochschule für Film, Fernsehen und Theater „Leon Schiller“ in Łódź.
Zu seinem umfangreichen Werk gehören 35 Dokumentar- und Spielfilme für Kino und Fernsehen, darunter die 1972 entstandene dreizehnteilige Fernsehserie Die Bauern (Chłopi). Weitere Erfolge erzielte er mit Der Mann im Frack (Kariiera Nikodema Dyzmy), Erinnere dich, erinnere dich an alles (Granica), Als Liebe ein Verbrechen war (Kiedy miłość była zbrodnią), Die Frau, die man nie vergessen kann (Naprawdę wczoraj), Der Autobus fährt 6.20 (Autobus odjeżdża 6.20) oder der Reihe von Filmen mit Herrn Anatol. Mehrere seiner Filme sind psychologisch ausgerichtet oder dem Genre der Komödie zuzurechnen. Zwischen 1952 und 1987 wurde der Regisseur mit zahlreichen polnischen Preisen ausgezeichnet.
Jan Rybkowski starb im Alter von 75 Jahren am 29. Dezember 1987 in Konstancin-Jeziorna.

## Zitat
„Es gibt in der Komödie eine ganze Galerie von lächerlichen Typen und Charakteren. Kann aber irgend jemand, oder irgend etwas abstrakt, isoliert von der umgebenden Welt, lächerlich sein? Das Lächerliche kann nur im Konflikt des Individuums mit der Umgebung oder durch die Erschütterung der normalen Proportion zwischen den Ereignissen entstehen.“

## Auszeichnungen
- 1952: Polnischer Staatspreis, II. Klasse
- 1954: Ritterkreuz des Ordens Polonia Restituta
- 1959: Komturkreuz des Ordens Polonia Restituta
- 1962: Preis des Ministers für Kultur und Kunst, II. Klasse
- 1970: Preis des Ministeriums für Nationale Verteidigung
- 1973: Preis des Ministers für Kultur und Kunst, I. Klasse
- 1977: Auszeichnung des Ministers für Kultur und Kunst I. Klasse für das Gesamtwerk
- 1983: Orden des Banners der Arbeit, I. Klasse
- 1987: Verleihung des Titels „Verdienstvoll für die nationale Kultur“

## Filmografie
- 1950: Das Haus in der Einöde (Dom na pustkowiu)
- 1951: Warschauer Premiere (Warszawska premiera)
- 1952: Die ersten Tage (Pierwsze dni)
- 1953: Das sollte man regeln (Sprawa do załatwienia, zusammen mit Jan Fethke)
- 1954: Der Autobus fährt 6.20 (Autobus odjeżdża 6.20)
- 1955: Stunden der Hoffnung (Godziny nadziei)
- 1956: Der Mann im Frack (Nikodem Dyzma)
- 1957: Der Gangsterhut (Kapelusz pana Anatola)
- 1959: Tödliche Begegnung (Ostatni strzał)
- 1959: Herr Anatol such eine Million (Pan Anatol szuka milliona)
- 1959: Die Inspektion des Herrn Anatol (Inspekcja pana Anatola)
- 1961: Heute nacht stirbt eine Stadt (auch: Die unvergessene Nacht; Dziś w nocy umrze miasto)
- 1962: Um 7 Uhr im Café „Märchen“ (Spotkanie w Bajce)
- 1962: Verspätete Passanten (Episode, Spóźnieni przechodnie)
- 1963: Die Frau, die man nie vergessen kann (Naprawdę wczoraj)
- 1965: Der Mann mit der Blume im Mund (TV-Film, Człowiek z kwiatem w ustach)
- 1966: Eine Art zu leben (Sposób bycia)
- 1967: Bardzo starzy oboje (TV-Film)
- 1968: Als Liebe ein Verbrechen war – Rassenschande (Kiedy miłość była zbrodnią)
- 1969: Himmelfahrt (Wniebowstąpienie)
- 1970: Album Polen (Album polski)
- 1972: Die Bauern (TV-Serie, Chłopi)
- 1973: Die Bauern (Chłopi)
- 1974: Die Schlacht von Cedynia (Gniazdo)
- 1976: Die Moral der Frau Dulska (Dulscy)
- 1978: Erinnere dich, erinnere dich an alles (Granica)
- 1978: Familie Polaniecki (TV-Serie, Rodzina Polianieckich)
- 1980: Karriere (TV-Serie, Kariera Nikodema Dyzmy)
- 1984: Marynia (Marynia)